# Shandon
Shandon és una concentració de població designada pel cens dels Estats Units a l'estat de Califòrnia. Segons el cens del 2000 tenia 986 habitants.

## Demografia
Segons el cens del 2000, Shandon tenia 986 habitants, 267 habitatges, i 225 famílies. La densitat de població era de 127,3 habitants/km².
Dels 267 habitatges en un 49,8% hi vivien nens de menys de 18 anys, en un 68,2% hi vivien parelles casades, en un 10,1% dones solteres, i en un 15,4% no eren unitats familiars. En el 10,9% dels habitatges hi vivien persones soles el 3,4% de les quals corresponia a persones de 65 anys o més que vivien soles. El nombre mitjà de persones vivint en cada habitatge era de 3,67 i el nombre mitjà de persones que vivien en cada família era de 3,86.
Per edats la població es repartia de la següent manera: un 34,7% tenia menys de 18 anys, un 13,6% entre 18 i 24, un 30% entre 25 i 44, un 15,6% de 45 a 60 i un 6,1% 65 anys o més.
L'edat mediana era de 26 anys. Per cada 100 dones de 18 o més anys hi havia 119,8 homes.
La renda mediana per habitatge era de 35.000 $ i la renda mediana per família de 32.273 $. Els homes tenien una renda mediana de 28.068 $ mentre que les dones 21.786 $. La renda per capita de la població era d'11.174 $. Entorn del 16,7% de les famílies i el 22,9% de la població estaven per davall del llindar de pobresa.

## Poblacions més properes
El següent diagrama mostra les poblacions més properes.